# Ipomopsis aggregata
Espèce
Classification phylogénétique
Ipomopsis aggregata (l'Ipomopsis à fleurs agglomérées en français, scarlet gilia ou skyrocket en anglais) est une espèce de plantes à fleurs de la famille des Polemoniaceae et du genre Ipomopsis qui est présente dans la partie occidentale de l’Amérique du Nord.

## Description morphologique

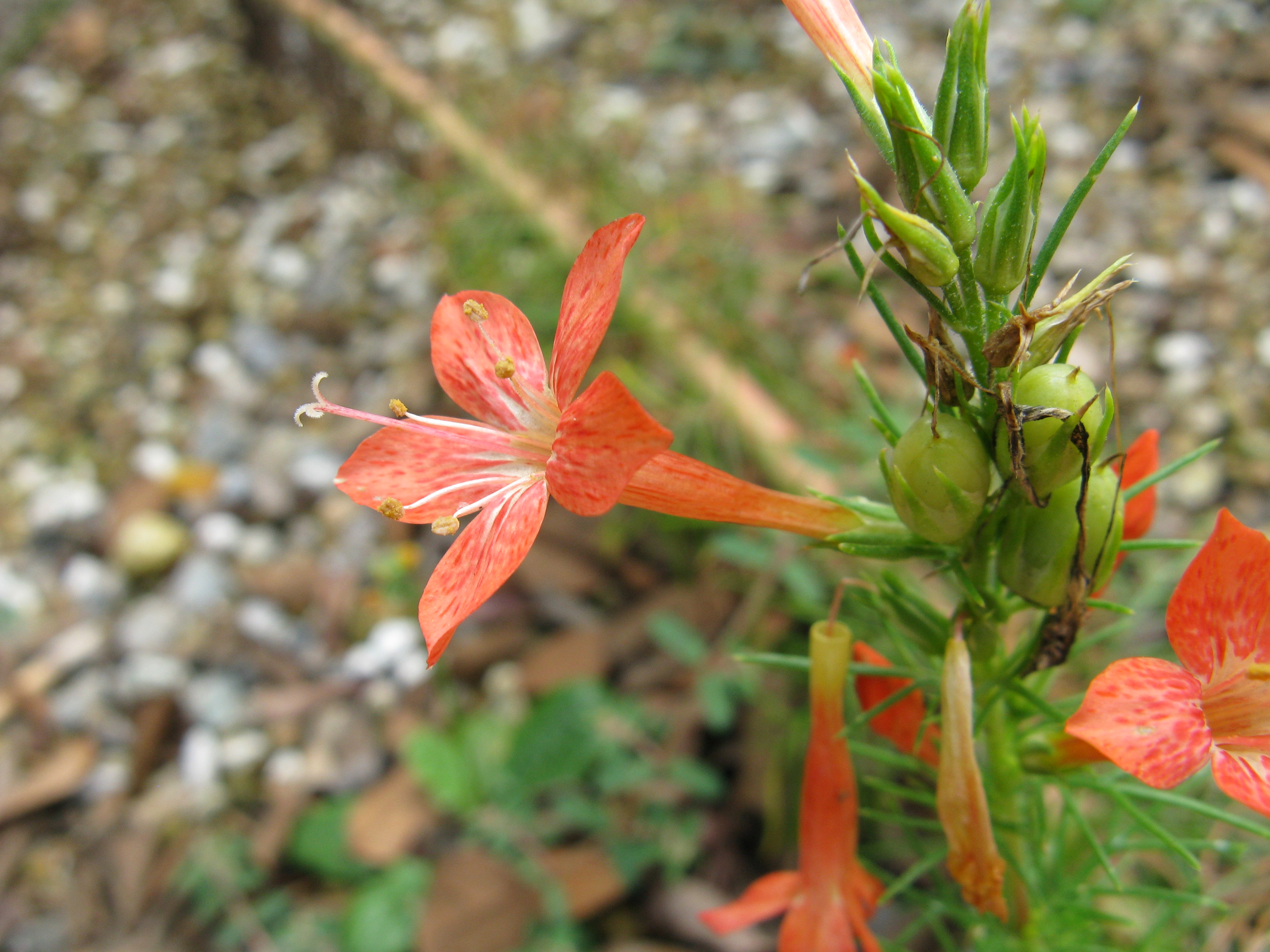
Détail des fleurs d'un individu rose saumoné.

### Appareil végétatif
Les tiges de cette plante, qui mesurent de 15 à 20 cm de hauteur, sont peu garnies de feuilles. L'essentiel du feuillage est situé à la base, près du sol. Ces feuilles mesurent en moyenne 1,3 cm de longueur (elles sont plus grandes à la base) et sont découpées en folioles étroits. Les glandes présentes sur le feuillage dégagent une légère odeur désagréable.

### Appareil reproducteur
La floraison a lieu entre mai et septembre.
Les fleurs apparaissent à l'aisselle des feuilles situées en haut des tiges, ou au bout des tiges. Elles sont de couleur rouge, rouge un peu orangé ou rose saumoné et ont une forme de trompette. Leur corolle mesure de 2 à 3 cm de longueur et présentent des pétales soudés en tube étroit, s'achevant à l'ouverture par 5 lobes pointus.

## Répartition et habitat
Ipomopsis aggregata est présente en Colombie-Britannique au Canada jusqu’au nord du Mexique en passant par l’ouest des États-Unis.
Elle pousse en terrain sec, souvent sur des pentes arides.

## Systématique

### Sous espèces
Il existe plusieurs sous-espèces:
- Ipomopsis aggregata ssp. aggregata;
- Ipomopsis aggregata ssp. attenuata;
- Ipomopsis aggregata ssp. bridgesii;
- Ipomopsis aggregata ssp. candida;
- Ipomopsis aggregata ssp. collina;
- Ipomopsis aggregata ssp. formosissima;
- Ipomopsis aggregata ssp. weberi;

## Phytochimie
La plante contient des glycosides de l'eupalitine, de l'eupatolitine et de la patulétine.